# 紅橋 (香港)

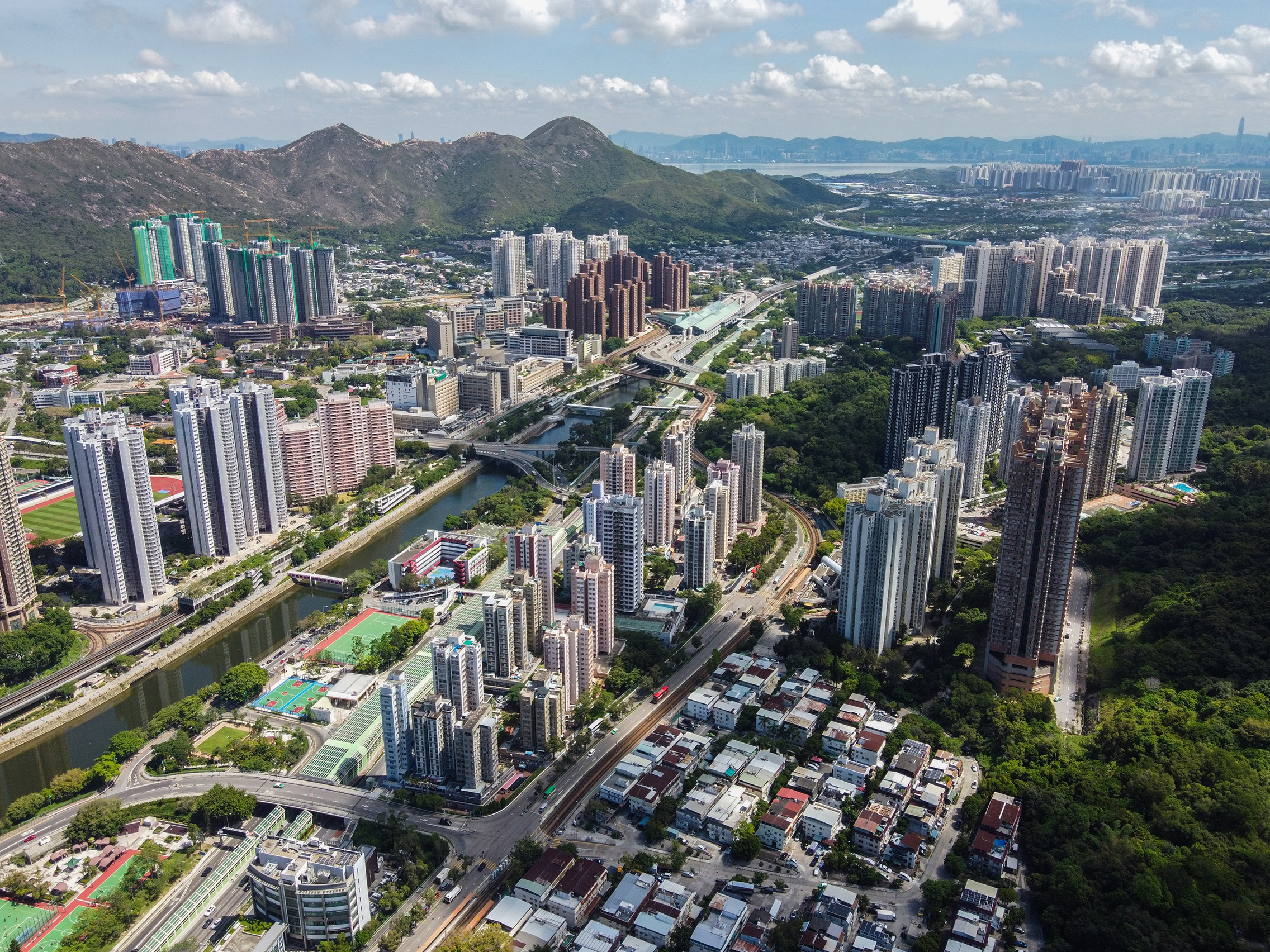
從高空看紅橋的單幢住宅樓宇（2021年）

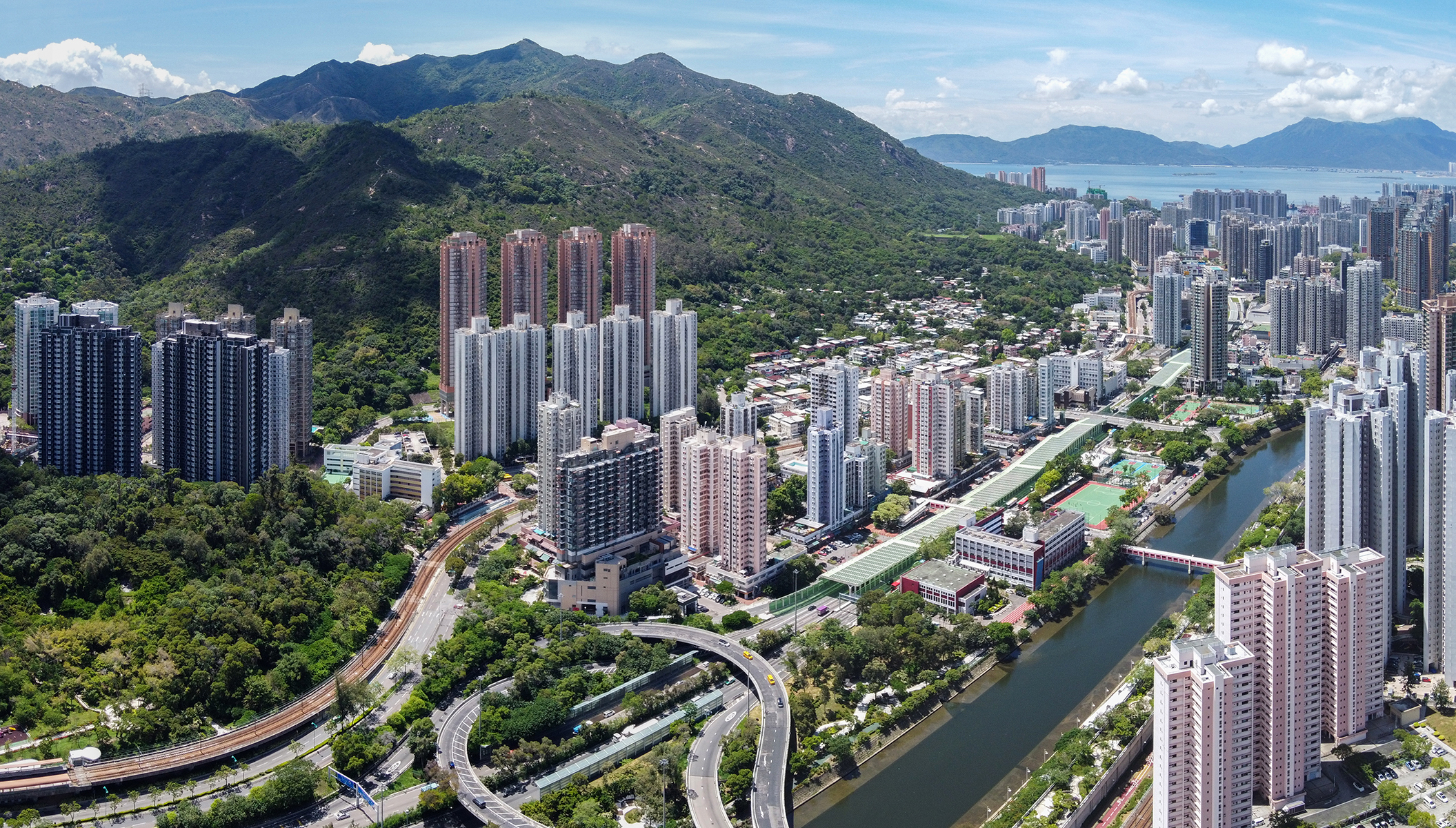
從澤豐花園方向望向屯門河對岸的紅橋的單幢住宅樓宇

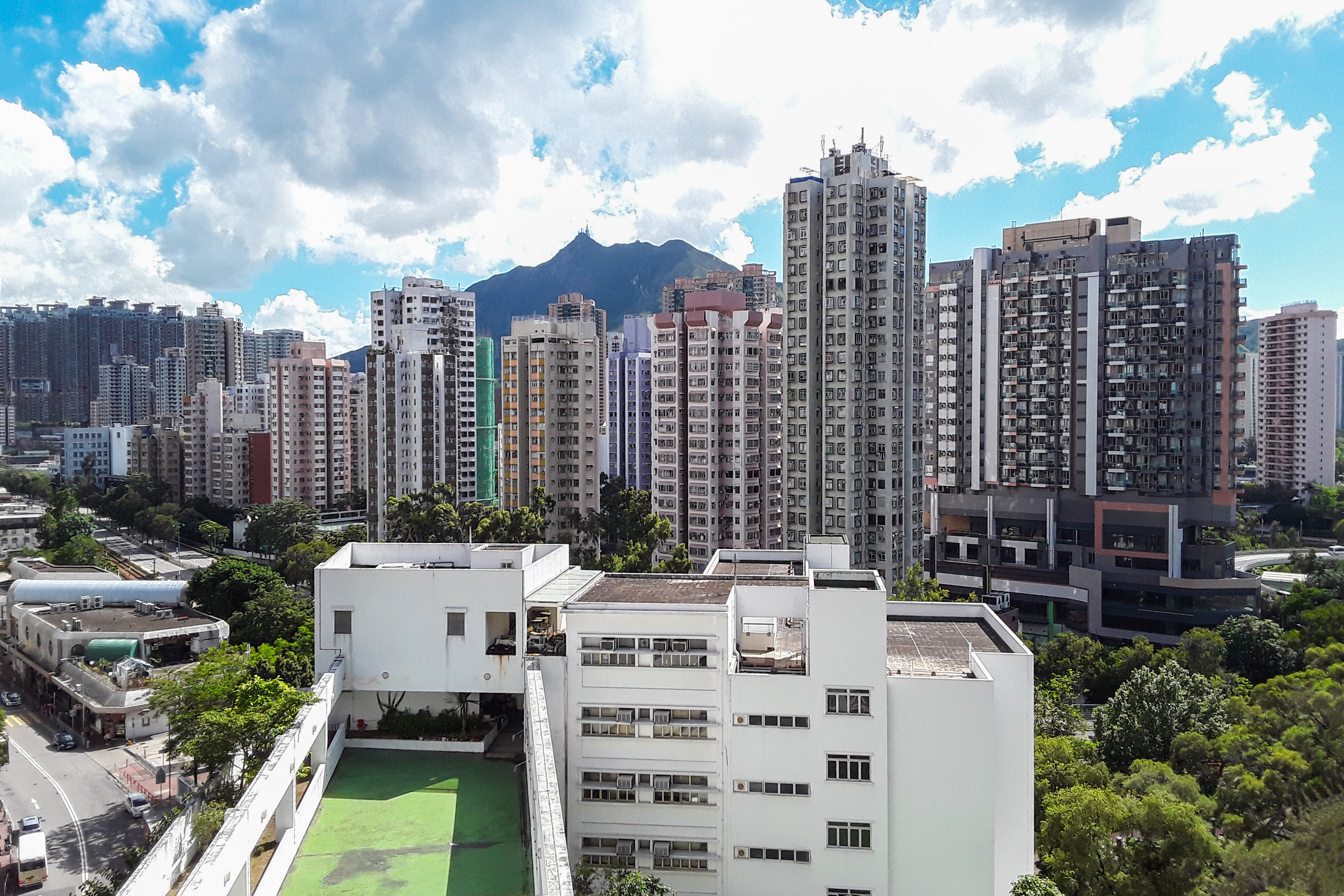
紅橋東面，前方白色建築物是聖公會蒙恩小學（2020年）

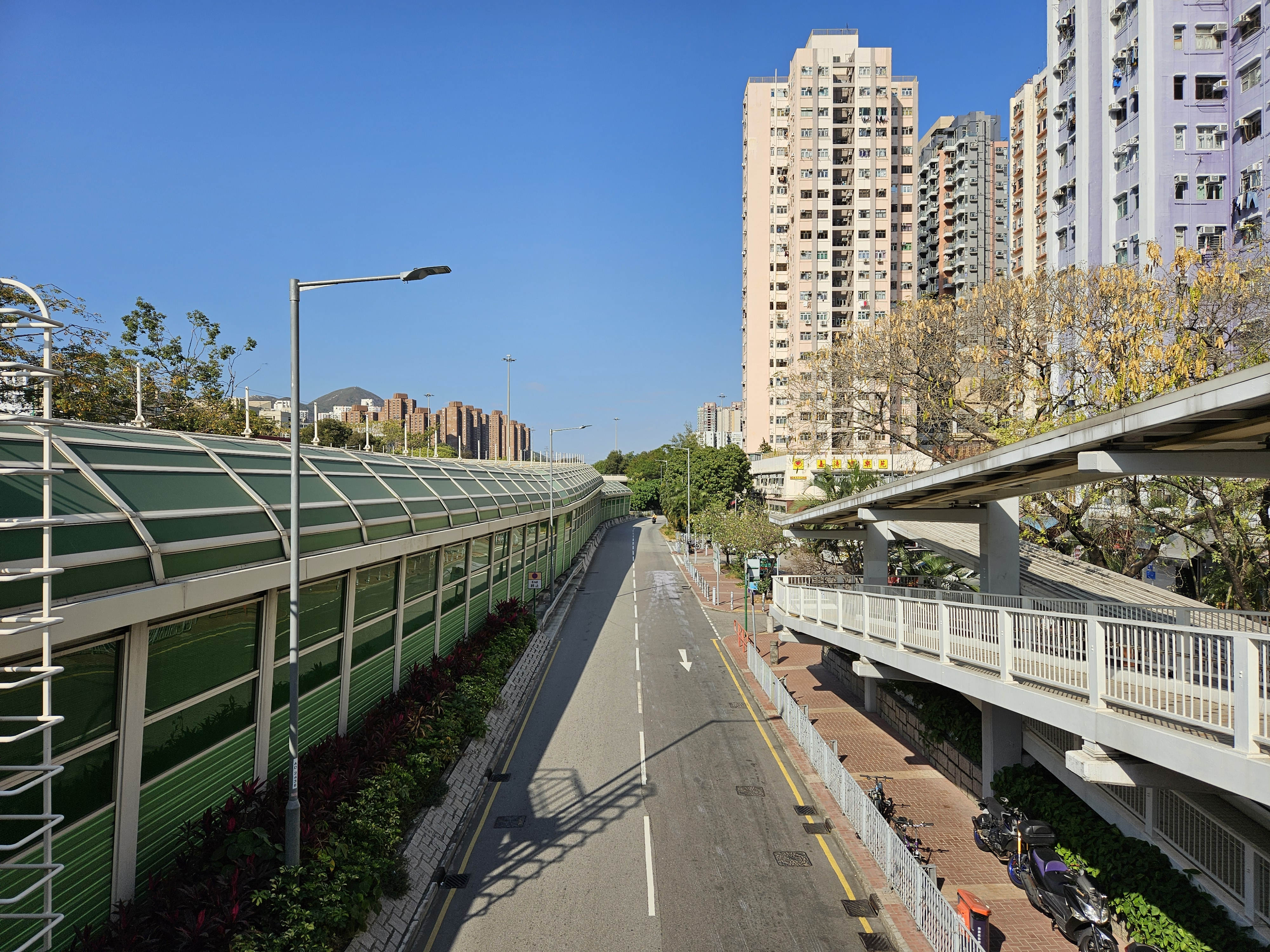
井財街近青杏徑

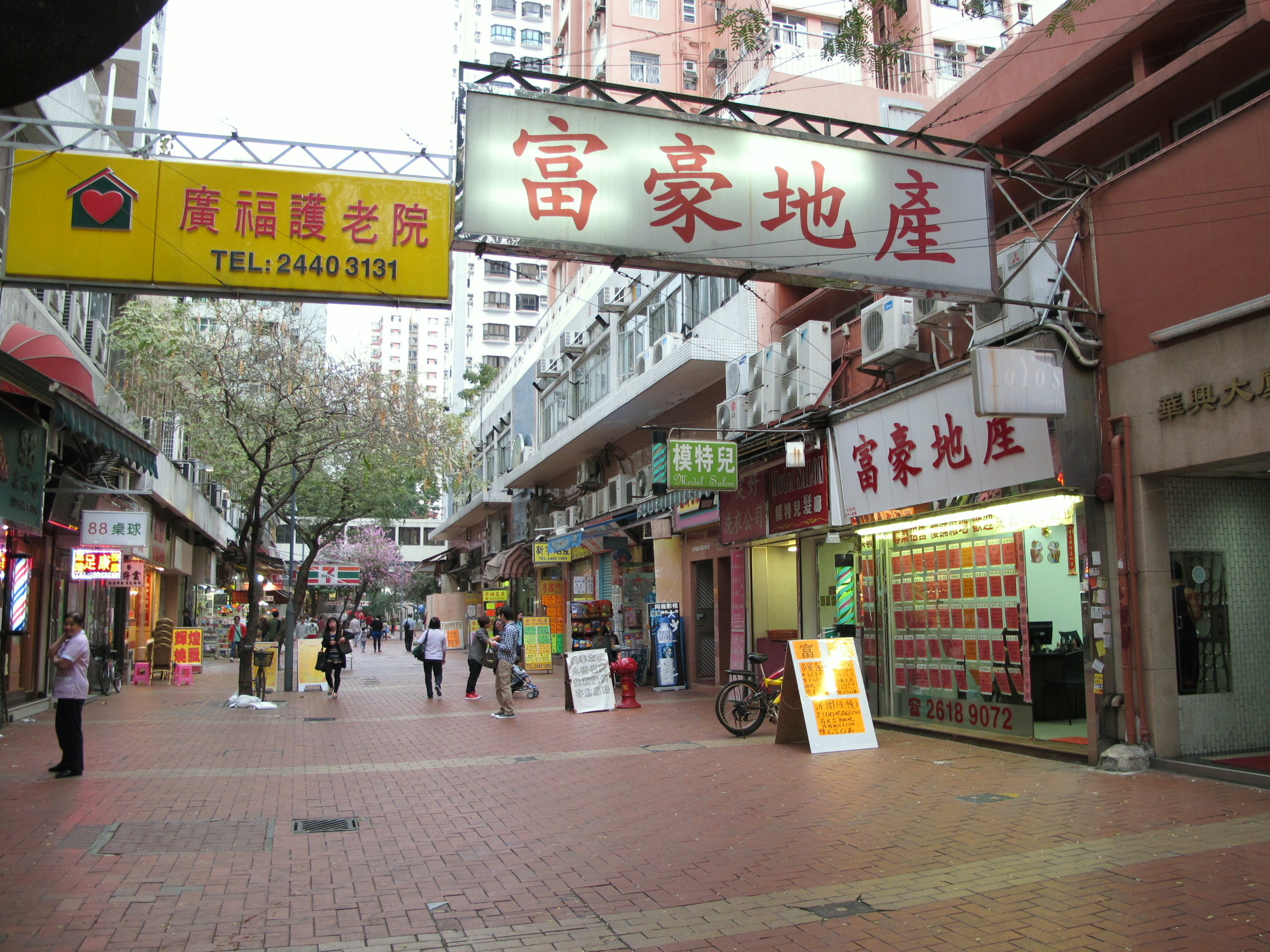
住宅樓宇基座商場現時大多用作老人院用途，規劃亦將屋苑之間的行人路下作為渠口

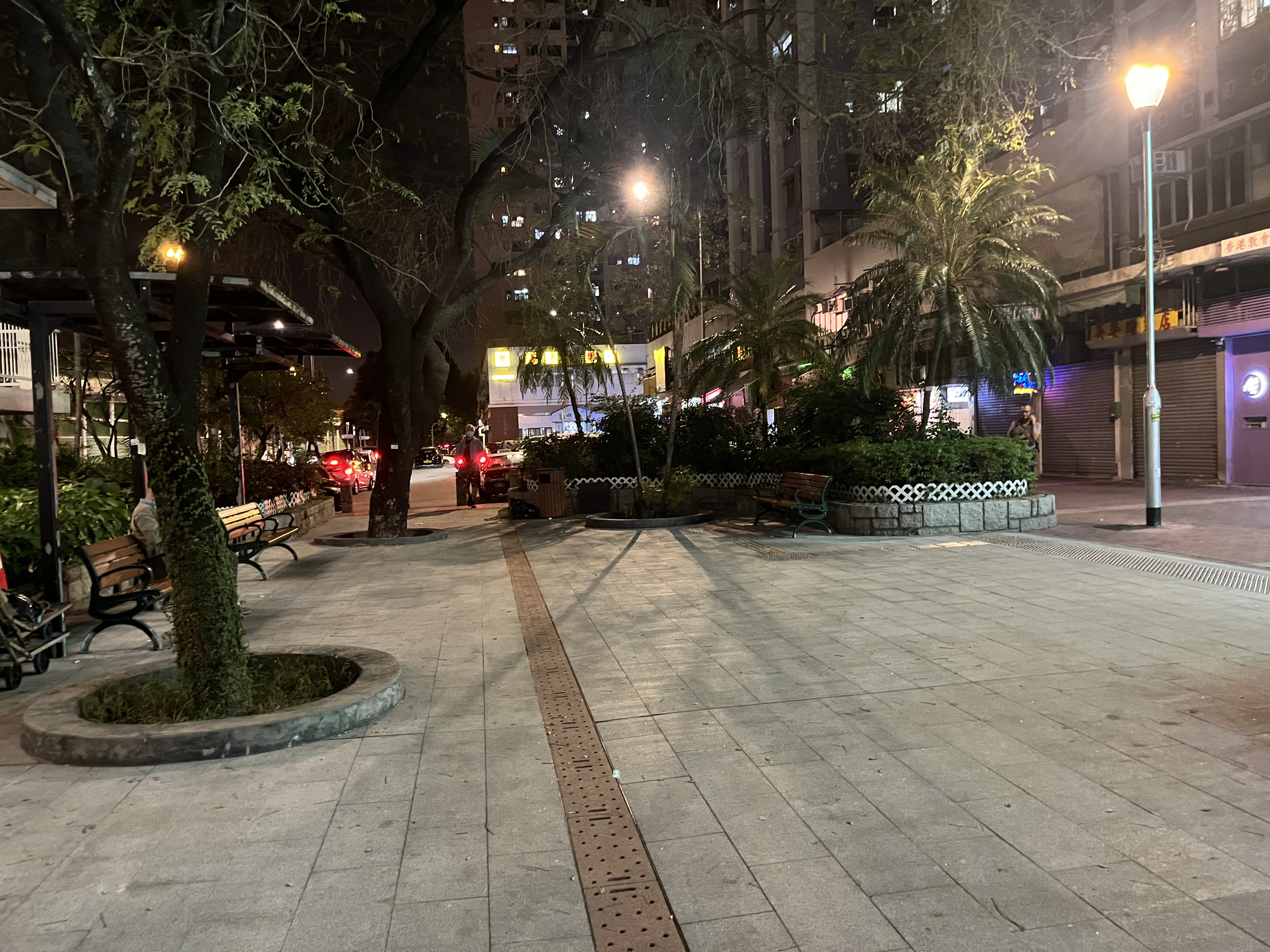
井財休憩處，紅橋區內一休憩設施

紅橋是香港新界屯門的商住區，位於屯門新墟以北的屯門河東岸地帶，即井財街北段一帶，得名自該處紅色的行人天橋（共兩條：一條橫跨屯門公路、一條橫跨屯門河）；天橋可通往對岸的澤豐花園、兆康苑及大興邨等地。現時紅橋一帶多為小型餐廳或熟食店，甜品店，酒吧等，是屯門居民覓食的好去處。附近亦有不少雜貨店，車房，老人院等。
「紅橋」不是正式地名，而只是約定俗成的名稱。曾經在該處經營的「虹橋酒樓」正是得名自「紅橋」。（1980年代末開業，2013年結業。）

## 規劃
該處一帶的住宅區，為繼屯門新墟於1970年的發展後，第二個發展的土地（4B區），前身是井頭下村的小山崗；由於發展較晚，區內主要以單幢洋樓私人住宅為主，唐樓不多。區內不設室內停車場，有別區內其他住宅區大多以公共屋邨、居屋或大型私人屋苑的規劃。商業是以地舖為主，部分屋苑基座亦設商場，但大部份業權分散；人流不算多，故部份商場現主要用作老人院及教會，有部份商場亦已空置多年。大多屋苑亦欠缺監管，平台均出現僭建問題。此外，由於規劃將屋苑之間的行人路下作為渠口，引起不少衞生問題，老鼠及害蟲經常在晚間於行人路出沒。

## 廣財街市

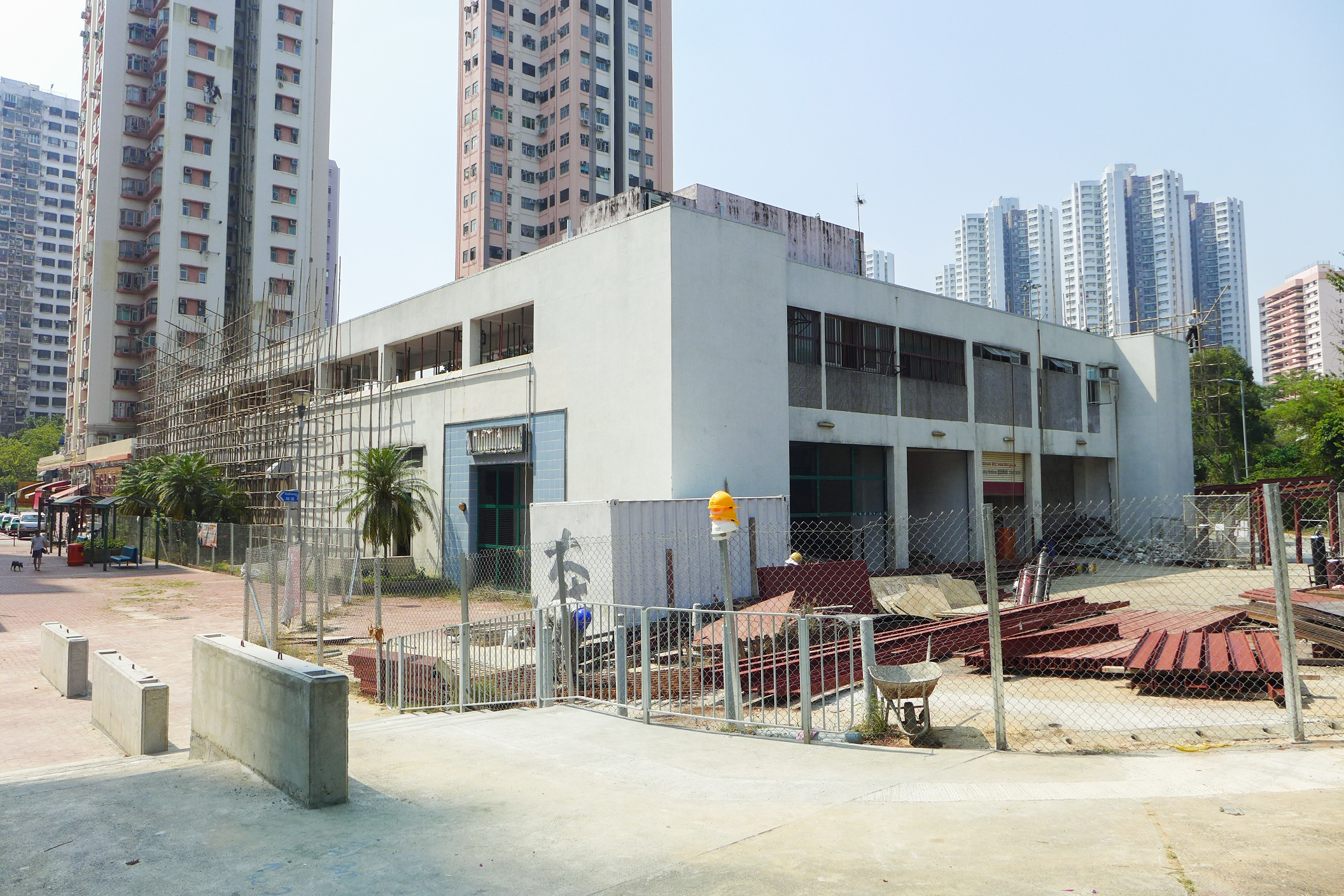
使用率低的廣財街市在2014年拆卸，發展為主打開放式單位的菁雋

該處原設「廣財街市」，是屯門三個政府食環署街市之一（另外兩個為新墟「新墟街市」及置樂「仁愛街市」）；但因使用率低，已於2008年關閉並在2014年拆卸。原址與旁邊的停車場及垃圾站一併重建為私人住宅，為俊和發展集團及益兆興業合作的發展的菁雋，主打開放式單位，最小單位的實用面積僅128平方呎，創一手例後全港最小單位。

## 重大事件
1992年9月30日凌晨，青翠徑露天停車場兩輛石油罐車爆炸，20餘輛車受損。

## 區議會議席分佈
由於新墟與紅橋以由同一條公路及輕鐵連貫，為方便比較，以下列表以屯門河以東杯渡路以北的屯門公路、青山公路－新墟段沿線地區為範圍。
| 範圍／年度                                                   | 2000-2003                        | 2004-2007                        | 2008-2011                        | 2012-2015                        | 2016-2019                        | 2020-2023                        | 2024-2027  |
| ------------------------------------------------------------ | -------------------------------- | -------------------------------- | -------------------------------- | -------------------------------- | -------------------------------- | -------------------------------- | ---------- |
| 杯渡路以北、青賢街以南、屯門公路以西                         | 分散在屯門市中心選區以及新墟選區 | 分散在屯門市中心選區以及新墟選區 | 分散在屯門市中心選區以及新墟選區 | 分散在屯門市中心選區以及新墟選區 | 分散在屯門市中心選區以及新墟選區 | 分散在屯門市中心選區以及新墟選區 | 屯門東選區 |
| 青山公路自青山灣段交界起新墟段沿線至井財街、新秀街交界       | 新墟選區                         | 新墟選區                         | 新墟選區                         | 新墟選區                         | 新墟選區                         | 新墟選區                         | 屯門東選區 |
| 青山公路－新墟段自井財街、新秀街交界起至青山公路－嶺南段交界 | 景峰選區                         | 景峰選區                         | 景峰選區                         | 景峰選區                         | 景峰選區                         | 景峰選區                         | 屯門北選區 |

註：以上主要範圍尚有其他細微調整（包括編號），請參閱有關區議會選舉選區分界地圖及條目。